# Чорняк малий
Чорняк малий (Melampitta lugubris) — вид горобцеподібних птахів родини Melampittidae.

## Поширення
Вид поширений у лісах Нової Гвінеї.

## Опис
Птах завдовжки 18 см, чорного забарвлення, з довгими ногами та коротким хвостом. Статевий диморфізм проявляється лише у забарвленні райдужної оболонки: у самців вона темно-червона, у самиць — темно-коричнева.